# Biserica Ortodoxă

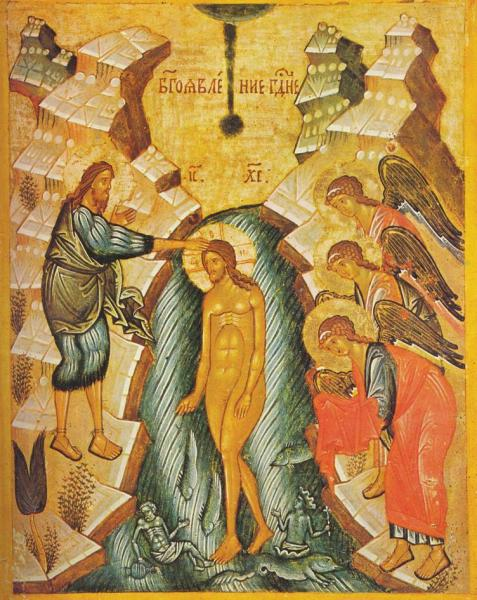
Reprezentare răsăriteană a Botezului lui Iisus Hristos

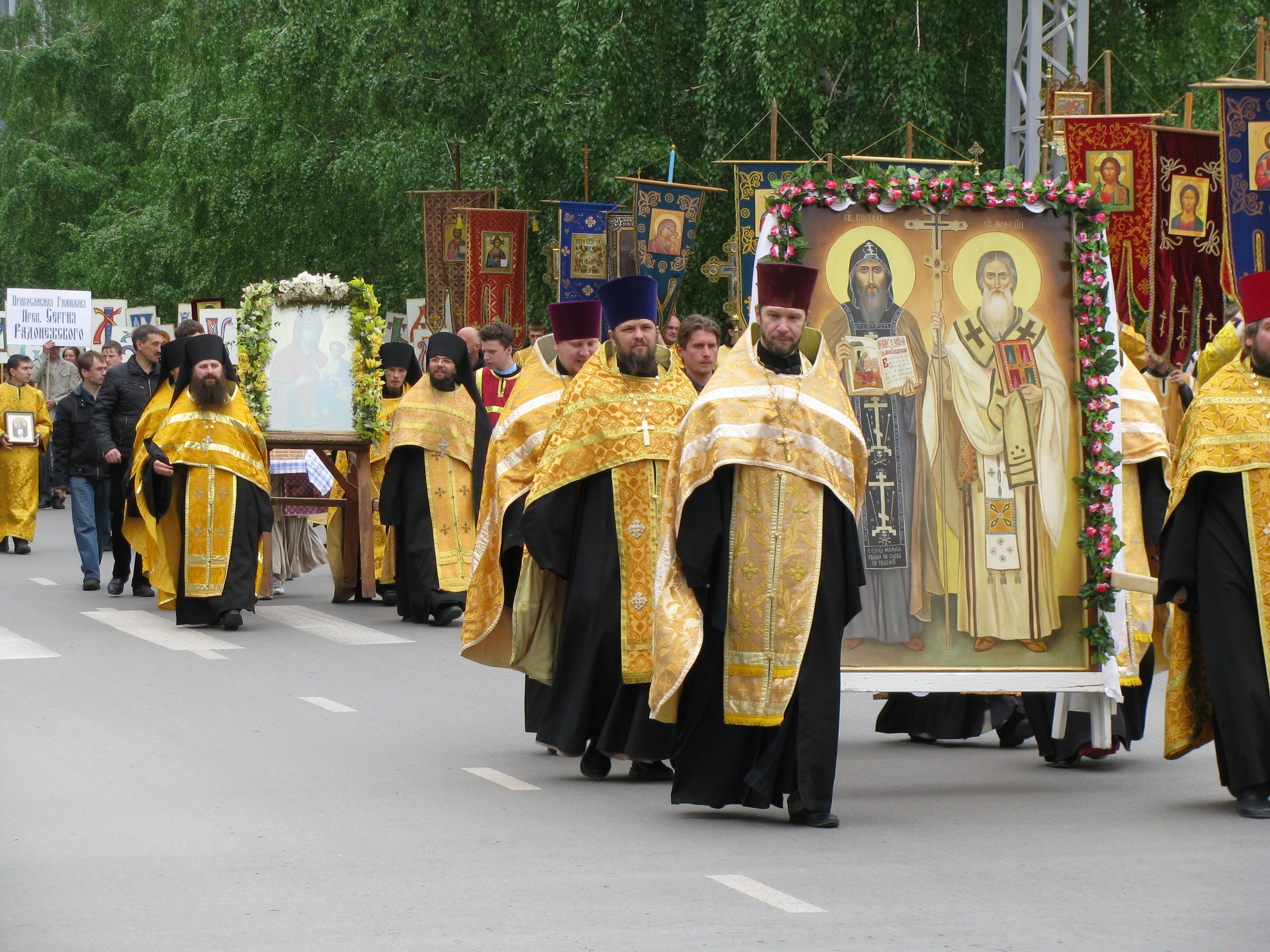
Preoți ortodocși în Rusia

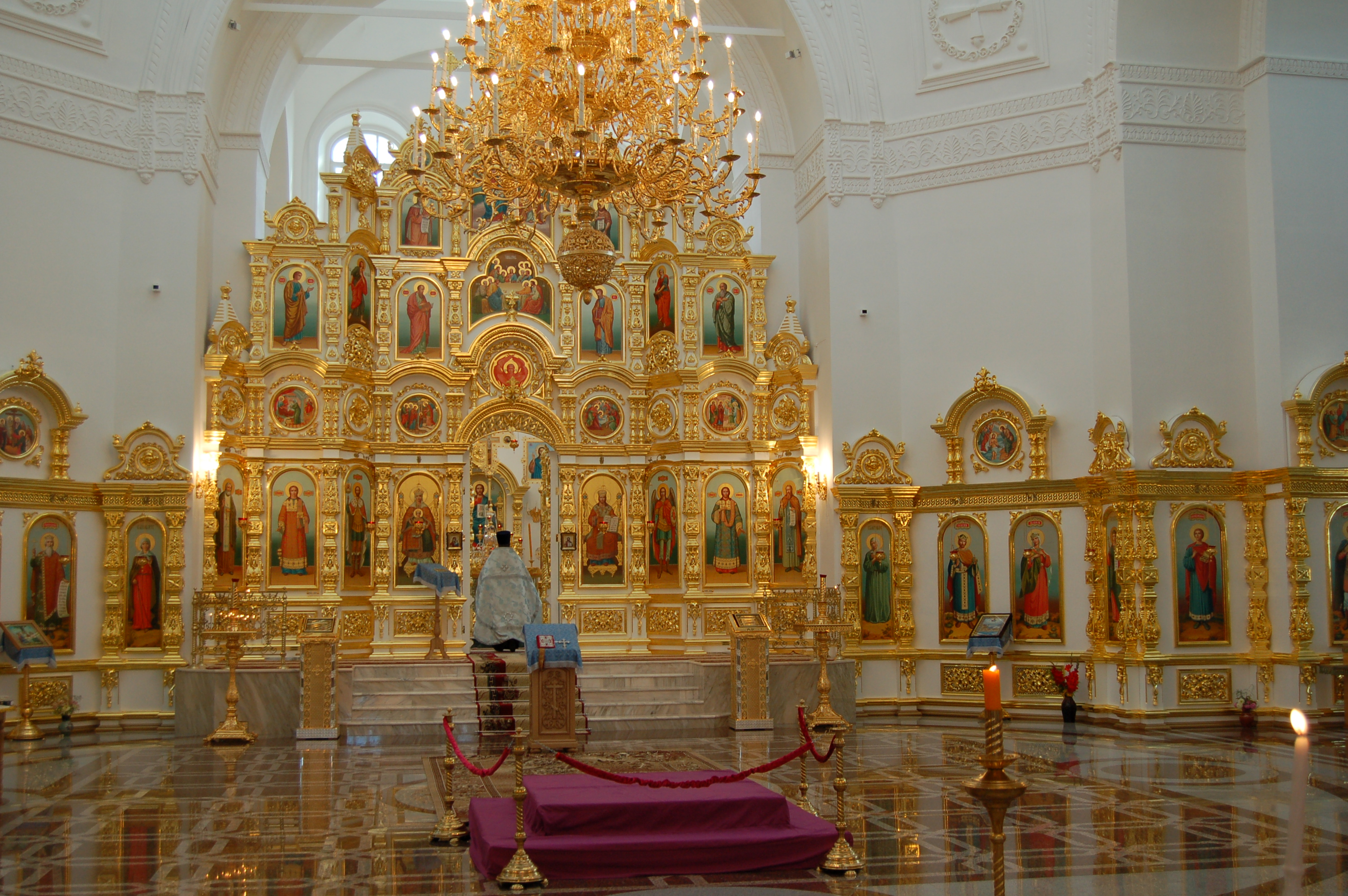
Catapeteasma dintr-o biserică ortodoxă

Biserica Ortodoxă (cunoscută și ca Biserica Ortodoxă Răsăriteană) este o comunitate de credință creștină. Astăzi creștinii ortodocși sunt organizați în biserici ortodoxe autocefale (greacă, rusă, română, sârbă, bulgară, albaneză, poloneză etc.), aflate în comuniune liturgică (euharistică) unele cu altele. Între bisericile ortodoxe autocefale, primatul onorific este deținut de Patriarhia Ecumenică a Constantinopolului. După numărul de credincioși, ortodocșii formează în lume a treia comunitate creștină, după Biserica Catolică și după bisericile protestante.
Numele de „ortodoxie” vine din limba greacă, de la ὀρθός (orthos - drept, corect) și δόξα (doxa - slăvire sau, într-un înțeles mai general, opinie), traducându-se, deci, literal „dreapta-slăvire”, cu înțelesul de „credință, opinie corectă”, sau „dreapta-credință”. Este de menționat că și unele din celelalte biserici creștine își consideră propriile învățături ca fiind drepte, sau chiar singurele drepte.
O altă denumire cunoscută în lumea slavă răsăriteană (în special cea rusă) pentru Biserica Ortodoxă este Biserica Pravaslavnika. De aici derivă și termenul arhaic pravoslavnic, utilizat în limbajul slav pentru ortodox.
Bisericile Ortodoxe Răsăritene reunesc astăzi o parte importantă a credincioșilor creștini. Istoric și cultural, ele sunt purtătoare ale unei tradiții bogate, dezvoltate de-a lungul a două milenii de viață creștină într-o largă zonă geografică.
Fundamentele teologiei creștine ortodoxe au fost stabilite la primele șapte sinoade ecumenice, ținute între secolele al IV-lea și al VIII-lea. Din motive religioase, dar și politice, geografice și culturale, între biserica apuseană (romano-catolică) și cea răsăriteană (ortodoxă) s-a produs, gradual, o separare oficializată în 1054 , cunoscută sub numele de Marea Schismă. În urma acestui eveniment, atât Biserica Ortodoxă, cât și cea Catolică se consideră a fi singura biserică universală (καθολική - catolică sau „universală”) și apostolică, ca și deținătoarea dreptei credințe (ορθοδοξία - ortodoxia). Spre deosebire de biserica Romei, ce pune accentul pe universalitate (catolicitate), cea ortodoxă pune accentul pe puritatea credinței, de unde diferența de nume.

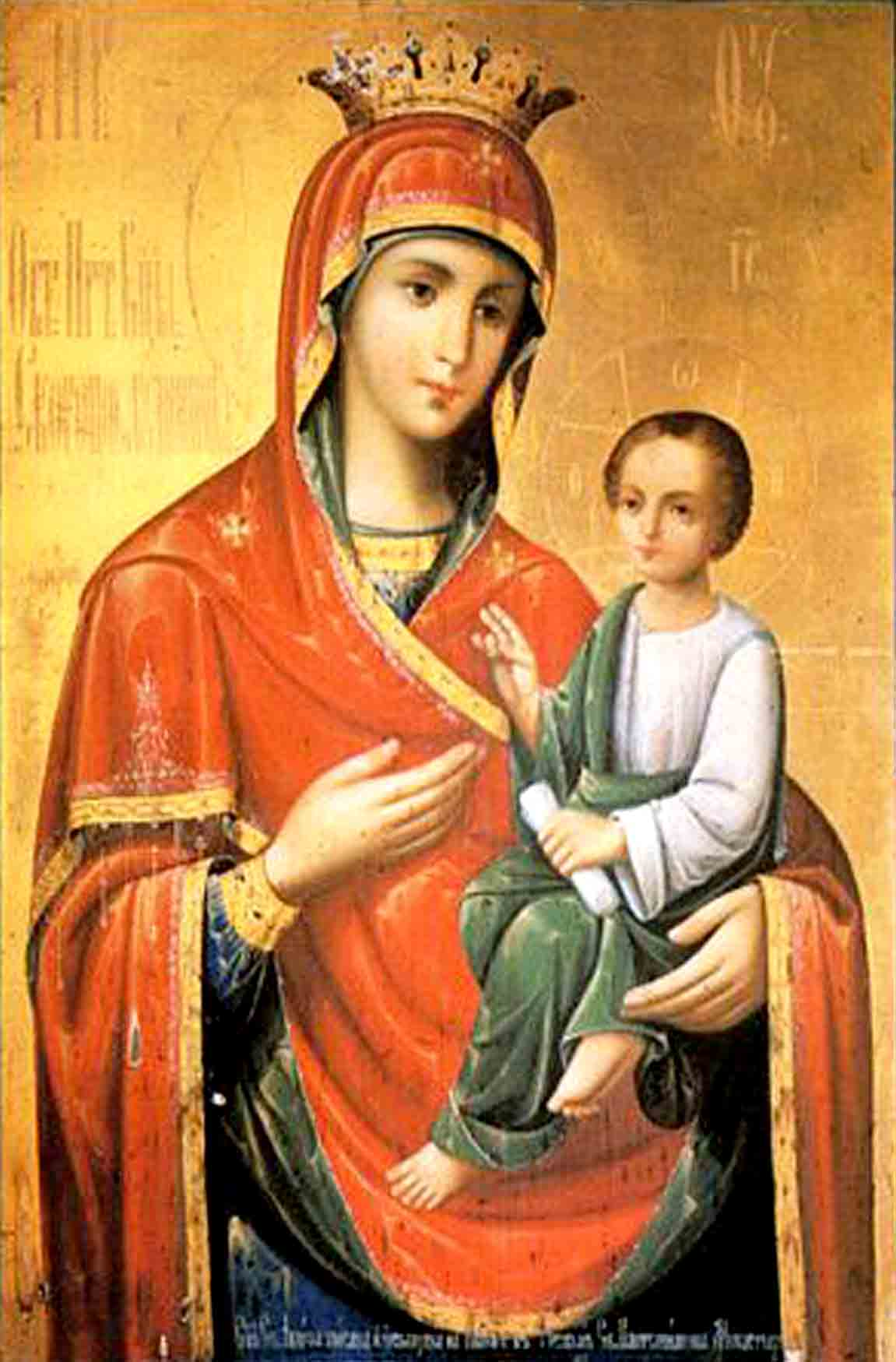
Reprezentare ortodoxă a Maicii Domnului

Biserica Ortodoxă (în integralitatea bisericilor locale ce o compun) consideră că are la bază succesiunea apostolică neîntreruptă, începută de la apostoli.
Prezența Bisericii Ortodoxe este dominantă în zone ce s-au aflat în spațiul cultural al imperiilor bizantin și rus: Europa de Est și de Sud-est, Asia, părți ale Orientului Mijlociu și ale Africii. În prezent, numărul de credincioși ortodocși este majoritar în Belarus, Bulgaria, Georgia, Grecia, Macedonia, Republica Moldova, România, Rusia, Serbia, Muntenegru și Ucraina. Mari comunități de creștini ortodocși trăiesc și în Albania (aprox. 30%), Bosnia (31,4 %), precum și în unele state care au aparținut Rusiei țariste, respectiv Uniunii Sovietice (Țările baltice și Asia Centrală). Prezențe ortodoxe semnificative se găsesc în multe alte țări din America de Nord, Europa de Vest etc., datorate în special comunităților formate prin emigrarea est-europenilor.

## Dogma ortodoxă

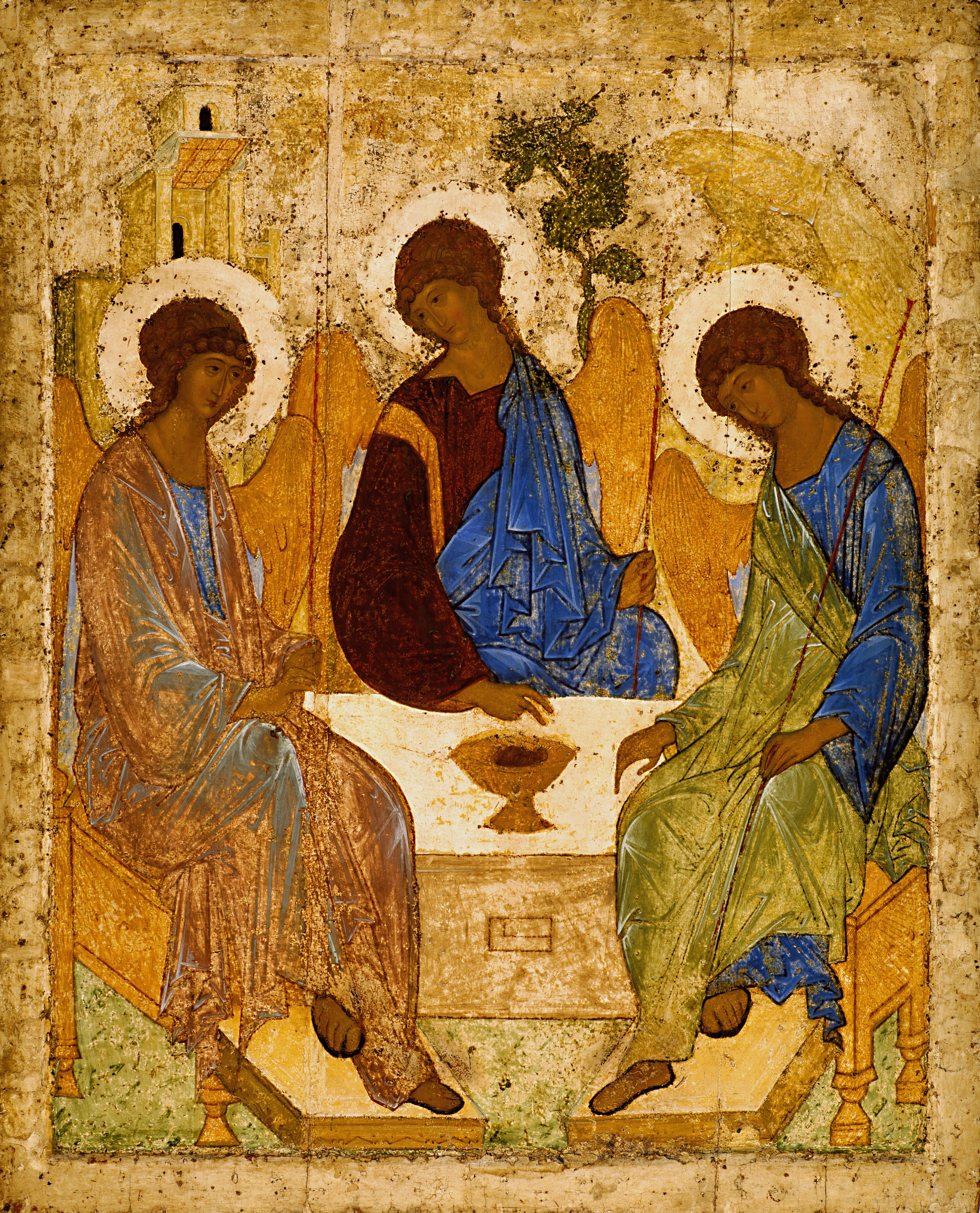
Reprezentarea răsăriteană a Sfintei Treimi, pictură de Andrei Rubliov

Biserica Ortodoxă a celor șapte Sinoade Ecumenice are la bază Vechiul și Noul Testament. Conducătorul ("Capul") ei este Iisus Hristos, Fiul lui Dumnezeu, „Păstorul cel bun”, care îndrumă credincioșii, mădularele vii ale Bisericii, pe calea spre mântuire. Biserica Ortodoxă a celor șapte sinoade ecumenice recunoaște un același Dumnezeu Treimic, Tatăl, Fiul și Sfântul Duh, întreit în ipostas (Persoane), dar Unul în ființă (esență), Dumnezeu atotputernic, preexistent lumii și complet independent în raport cu orice, deosebindu-se astfel fundamental de religiile naturale, în care dumnezeul / dumnezeii iau naștere într-un univers preexistent.
Teologia Bisericii Ortodoxe, a celor șapte sinoade are la bază dragostea, căci „Dumnezeu este iubire” (I Ioan 4:8) și este reluat în scrierile teologilor ortodocși, care afirmă că Dumnezeu este iubirea. Iubirea a fost propovăduită și arătată prin fapte de Iisus Hristos, considerat unul din cele trei Ipostasuri (Persoane, sau personalități) ale Sfintei Treimi, care s-a coborât pe pământ și s-a întrupat ca om, și-a jertfit viața și a luat asupra lui păcatele oamenilor pentru a îi mântui de păcat, iar prin învierea sa a transfigurat și îndumnezeit (θεοσισ) trupul omenesc luat. Astfel, definitorie pentru înțelegerea în ortodoxie a venirii lui Hristos în trup este formula sfântului Atanasie cel Mare: „Dumnezeu a devenit om pentru ca și omul să poată deveni dumnezeu”. Prin vorbă și faptă, Hristos a arătat că se poate trăi în lume făcând voia lui Dumnezeu și a scos în evidență din cele zece porunci două, dar care cuprind totul și care îl fac pe cel ce le îndeplinește să le facă în mod automat și pe restul: dragostea de Dumnezeu și de aproapele („Să iubești pe Domnul Dumnezeul tău, cu toată inima ta, cu tot sufletul tău și cu tot cugetul tău. Aceasta este marea și întâia poruncă. Iar a doua, la fel ca aceasta: Să iubești pe aproapele tău ca pe tine însuți. În aceste două porunci se cuprind toată legea și prorocii.”, Matei 22, 37-40).
Teologia acestei Biserici se bazează pe scrierile Bibliei, pe Tradiția Bisericii și pe trăirea vieții religioase în cadrul Bisericii, singurul loc în care Biblia poate fi corect înțeleasă. Se acordă o mare importanță Sfintei Împărtășanii, eveniment în urma căruia credincioșii se unesc spiritual și material cu Iisus Hristos.

Reprezentare ortodoxă a lui Iisus Hristos Pantocrator

Virtuțile (faptele bune) au o importanță mântuitoare, acestea făcând parte din procesul de sfințire (teologie) (împărțit teologic în trei etape: curățire, luminare și îndumnezeire). Lucrarea virtuților se face și în referire la episodul judecății universale, formulată în Evanghelia după Matei, capitolul XXV.
Biserica Ortodoxă are în comun cu Biserica Romano-Catolică cele șapte taine, spre deosebire de bisericile rezultate din reforma protestantă, care recunosc doar două taine (botezul și euharistia). Ca structură de organizare, Biserica Ortodoxă este alcătuită din episcopii și mitropolii, ca și Biserica Romano-Catolică. Principala diferență între ortodoxie și catolicism este rolul acordat episcopului Romei (papei). În primul mileniu creștin acestuia i-a fost recunoscut rolul de primus inter pares între cei cinci patriarhi existenți atunci. O serie de episcopi ai Romei sunt sărbătoriți în continuare ca sfinți în Biserica Ortodoxă (vezi lista). La începutul celui de-al doilea mileniu creștin cele două ramuri ale creștinătății s-au îndepărtat tot mai mult una de cealaltă, cauzele fiind în principal politice, motivele teologice fiind folosite cel mai adesea ca pretext.  

### Persecuții împotriva ereticilor
Edictul lui Teodosiu al II-lea din 435 prevedea pedepse grele pentru cei care dețineau sau răspândeau scrieri ale lui Nestorie. Cei la care erau găsite scrieri ale lui Arie din Alexandria erau condamnați la moarte.

## Diferențe confesionale

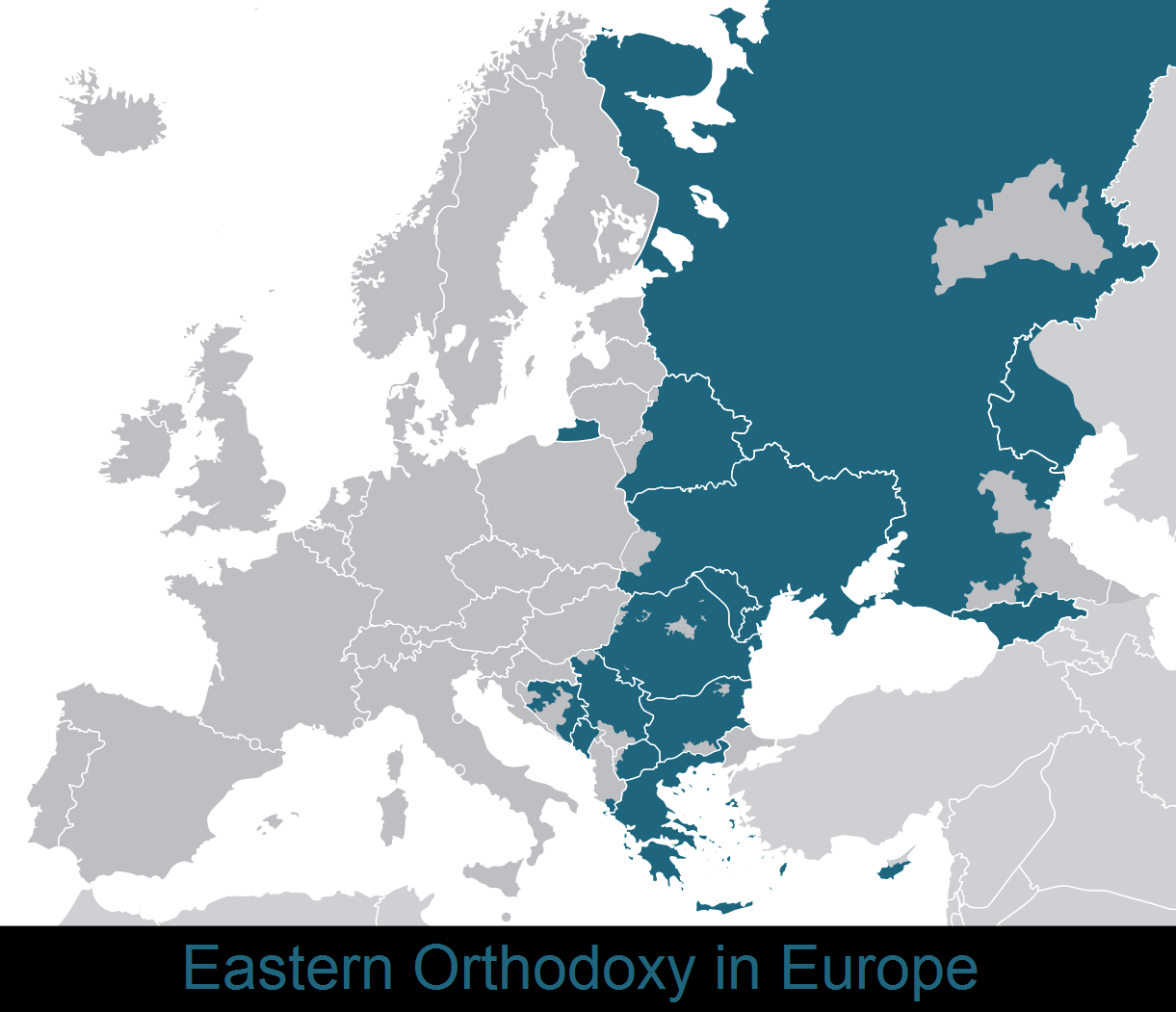
Europa Ortodoxă

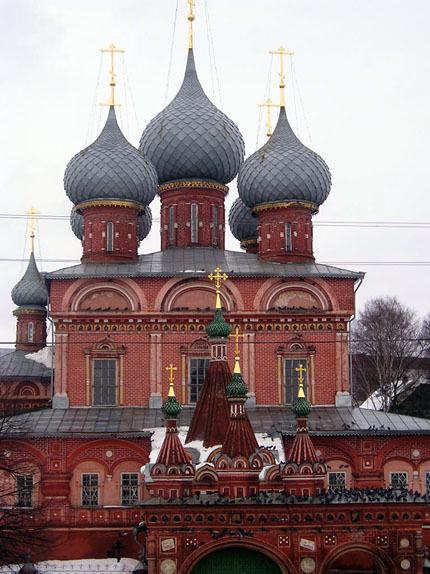
O biserică ortodoxă din Kostroma, Rusia

### Față deBisericile vechi-orientale sau necalcedoniene
Bisericile vechi-orientale (care își păstrează în titulatura oficială numele "ortodox", dar nu sunt în comuniune liturgică cu Biserica Ortodoxă și nu se consideră o parte constituentă a acesteia) s-au despărțit de ortodoxia răsăriteană în secolul al V-lea, refuzând să accepte cel de-al Patrulea Sinod Ecumenic, de la Calcedon, precum și pe cele care au urmat. Ele sunt Biserica Coptă, Armeană, Siro-iacobită, Etiopiană, Eritreană și Indiană.
Diferența principală este una ce ține de hristologie. Biserica Ortodoxă susține, conform hotărârilor Sinodului de la Calcedon, că Hristos are două naturi (φισισ - firi), omenească și dumnezeiască, "nedespărțite, neîmpărțite, neamestecate și neschimbate". Bisericile necalcedoniene contestă această învățătură, fie într-o formă radicală numită monofizitism (Dumnezeu fiind considerat a avea o singură natură/fire, cea dumnezeiască), fie într-o formă mai moderată numită miafizitism (Dumnezeu fiind considerat a avea o singură natură, dar compusă).
Deși, începând cu secolul al XX-lea, se poartă un dialog teologic susținut între Biserica Ortodoxă și cele vechi-orientale, momentan, acest dialog nu a dus la nici un rezultat acceptat universal de către cea dintâi.

### Față deBiserica Anglicană
Deși la începutul secolului al XX-lea se considera că diferențele dogmatice păreau să fi dispărut, vorbindu-se chiar de o iminentă unire între ortodoxie și anglicanism, în urma evoluțiilor acestuia din urmă după cel de-al Doilea Război Mondial s-a ajuns la o serie de poziții ireconciliabile, nemaiputându-se vorbi de un crez comun. Pe lângă amplificarea în anglicanism a unor învățături de credință (neo)protestante, diferendul fundamental cu ortodoxia este dat de viziunea diferită a anglicanilor în privința hirotoniei femeilor și a acceptării homosexualității.

### Față deBiserica Catolică
Între Biserica Ortodoxă și Biserica Romano-Catolică există o sumă de deosebiri doctrinare. Cele mai cunoscute dintre ele poartă numele de punctele florentine. Acestea sunt:
- nerecunoașterea primatului episcopului Romei asupra celorlalți episcopi (în Biserica Ortodoxă, toți arhiereii, indiferent de titlul purtat - patriarh, mitropolit, arhiepiscop, episcop - sunt considerați egali);
- nerecunoașterea adăugării Filioque din Crez (considerat în Biserica Ortodoxă o învățătură greșită, cu profunde implicații teologice);
- nerecunoașterea validității folosirii la Euharistie a azimei, adică a pâinii nedospite, folosită de Biserica Catolică (Biserica Catolică recunoaște ca validă atât folosirea pâinii azime, cât și a celei fermentate);
- nerecunoașterea existenței Purgatoriului (considerat în Biserica Romano-Catolică a fi un loc de mijloc între rai și iad, în care sufletele celor decedați se purifică până la intrarea în Rai).

Alte diferențe față de Catolicism considerate importante de Biserica Ortodoxă sunt:
- infailibilitatea ex-cathedra a Papei (Biserica Ortodoxă consideră că nu poate exista o persoană infailibilă, indiferent de poziția eclezială pe care o deține);
- harul sau grația creată (Biserica Ortodoxă consideră că harul sau energia dumnezeiască este necreată, ca mijloc prin care Dumnezeu se împărtășește pe sine oamenilor);
- neprihănita zămislire sau imaculata concepție a Fecioarei Maria (Biserica Ortodoxă consideră că toți oamenii, inclusiv Născătoarea-de-Dumnezeu, au fost zămisliți și s-au născut având păcate; ulterior, prin conlucrare - συνεργια - cu Dumnezeu pot ajunge la sfințenie);
- thesaurus meritorum (tezaurul de merite) ale sfinților - din a cărui supra-abundență, consideră Biserica Catolică, ar putea lua și restul credincioșilor, - precum și indulgențele (Biserica Ortodoxă consideră că virtuțile sunt personale și nu pot fi "împrumutate" sau "dăruite"; mântuirea este o conlucrare personală a unui om cu Dumnezeu);
- celibatul clericilor (Biserica Ortodoxă acceptă căsătoria preoților și diaconilor, cu condiția să se facă înainte de hirotonia acestora);
- practica botezului prin stropire sau turnare (Biserica Ortodoxă practică botezul prin întreită afundare, ce simbolizează îngroparea și învierea lui Hristos).

Biserica Ortodoxă consideră că una dintre deosebirile cele mai importante constă în formula filioque ("și de la Fiul"), care a fost adăugată de către Biserica Catolică la Simbolul Credinței definit de cele șapte Sinoade Ecumenice. Adăugarea se referă la Duhul Sfânt și afirmă că El purcede nu numai din Tatăl, ci și din Fiul. Ea se bazează pe Evanghelia lui Ioan, capitolul 15, versetul 26 în care Iisus Hristos învață ucenicii spunându-le: „Iar când va veni Mângâietorul, pe Care Eu îl voi trimite vouă de la Tatăl, Duhul adevărului, Care de la Tatăl purcede, Acela va mărturisi despre Mine”. Catolicii interpretează textul în sensul că dacă Iisus trimite Duhul, aceasta ar implica faptul că Sfântul Duh ar purcede din Fiul. Ortodocșii subliniază faptul că trimiterea nu este același lucru cu purcederea, că faptul că Duhul Sfânt a fost trimis nu implică faptul că, în mod obligatoriu, El ar fi și purces din Fiul. Dacă se omite sublinierea „care din Tatăl purcede”, fraza în sine nu oferă, în realitate, un argument definitiv nici uneia dintre concepții, ea fiind valabilă în ambele cazuri. Iar dacă se ia în considerare textul ”care din Tatăl purcede” – cum este, de altfel, normal să se procedeze – apare întrebarea de ce Iisus Hristos, odată ce a considerat necesar să afirme purcederea Duhului Sfânt din Tatăl, nu a menționat și purcederea din Fiul. Un alt aspect foarte important subliniat de Biserica Ortodoxă este acela că, dacă Duhul Sfânt ar purcede și din Fiul, El ar apare a Îi fi subordonat. Se observă faptul că a trimite pe cineva nu înseamnă subordonare, pentru că poate apare și între persoane egale, în timp ce purcederea Duhului Sfânt din Fiul ar putea semnifica un grad de subordonare, fapt care ar fi în contrazicere cu dogma care afirmă că cele Trei Persoane sunt întru totul egale.
O cercetare a documentelor relevă faptul că, în epoca în care s-a formulat doctrina filioque, Vestul era confruntat cu necesitatea combaterii unor erezii, astfel încât a apărut posibilitatea ca din dorința de a sublinia anumite aspecte să se ajungă la formulări cu înțelesuri nedorite. Se pare că doctrina a apărut în Spania. Adăugarea a fost aprobată în anul 809 de către Conciliul de la Aachen și a fost examinată de Papa Leon al III-lea, care deși ar fi aprobat doctrina, ar fi interzis, totuși, în mod expres inserarea ei în Crez. Atitudinea Papei se vede și mai clar în decizia pe care a luat-o cu acel prilej, de a se scrie pe două tăblițe de argint Crezul fără adăugire în limbile latină și greacă, pe care a dat ordin să fie așezate pe pereții Catedralei Sfântul Petru din Roma.
- Vezi articolul principal: Punctele florentine.

### Față deBiserica Luterană
- nerecunoașterea tezei lui Luther Sola Scriptura (Biserica Ortodoxă alătură învățăturilor Bibliei și predania sau tradiția bisericească);
- respingerea tezei Sola Fide - îndreptățirea doar prin credință (Biserica Ortodoxă consideră că mântuirea este o conlucrare divino-umană, care implică atât credința corectă a omului - orthodoxia, cât și aplicarea corectă a acestei credințe - orthopraxia);
- nerecunoașterea desființării preoției sacramentale (sfințitoare) din luteranism;
- nerecunoașterea desființării monahismului (călugăriei);
- nerecunoașterea a doar două Taine, botezul și euharistia, în luteranism (Biserica Ortodoxă are șapte taine principale - botezul, mirungerea, cununia, preoția, spovedania, împărtășania și maslul, - dar nu reduce în mod absolut numărul lor la acestea, la ele adăugându-se alte "ierurgii", precum sfințirea apei sau aghiasma, monahismul, înmormântarea etc.)

Biserica suedeză are un episcop care este lesbiană, în timp ce bisericile ortodoxe privesc homosexualitatea drept păcat și nu permit femeilor să devină preoți sau episcopi.

### Față deBiserica Calvină (reformată)
În plus față de diferențele amintite mai sus, ce privesc Luteranismul, Biserica Ortodoxă respinge credința calvină în predestinarea omului (potrivit căreia destinul omului este fixat dinainte de Dumnezeu, fără a putea fi schimbat prin deciziile libere ale individului) și susține libertatea deplină a acestuia de a își alege singur propriul destin.

### Față deBisericile neoprotestante
Pe lângă deosebirile esențiale arătate mai sus privind învățăturile Sola Scriptura și Sola Fide, mai există o multitudine de diferențe, care variază în funcție de denominația neoprotestantă. Dintre acestea, amintim:
- cinstirea Fecioarei Maria ca Născătoare-de-Dumnezeu (întemeiată pe Luca 1:42 și practica Bisericii primare);
- închinarea la icoane, chipuri ale lui Iisus Hristos, Maicii Domnului și ale sfinților, considerate de Biserica Ortodoxă un simbol al persoanei reprezentate; astfel, închinarea nu se adresează materiei icoanei, ci celui reprezentat;
- închinarea la moaștele sfinților (Biserica Ortodoxă consideră că aceștia, asemeni lui Hristos în Schimbarea la Față, și-au preschimbat și transfigurat întreg trupul, prin lucrarea harului dumnezeiesc, acesta devenind astfel nestricăcios; închinarea la sfinți este, astfel, o cinstire a lui Dumnezeu, prezent prin harul dumnezeiesc din acele oseminte sau moaște);
- Biserica Ortodoxă respinge interpretarea simbolică a Euharistiei, considerând că pâinea și vinul se preschimbă la Liturghie în adevăratul trup și sânge al lui Hristos;
- Biserica Ortodoxă practică botezul copiilor, bazându-se pe obiceiul Bisericii primare, când o întreagă familie, indiferent de vârsta membrilor săi, se convertea la creștinism, dar acceptă și botezul adulților.

## Biserica ortodoxă în prezent
Există astăzi 14 biserici ortodoxe locale autocefale și 2 autonome, aflate între ele în comuniune euharistică; mai sunt, de asemenea, una a cărei autocefalie este parțial recunoscută și 5 cu autonomie parțial recunoscută. O serie de comunități ortodoxe, din cauza unor probleme canonice, se află în afara acestei comuniuni liturgice, dar împărtășesc aceeași credință dogmatică (vezi lista de mai jos).

## Bisericile Ortodoxe
Bisericile ortodoxe sunt bisericile care recunosc doar primele șapte concilii ecumenice, fiind denumite de aceea și Biserici ale celor șapte concilii. Împreună ele alcătuiesc Ortodoxia. Nu toate bisericile ortodoxe sunt recunoscute ca atare de celelalte biserici ortodoxe. În comuniune sunt doar bisericile autocefale cu cele autonome, pe când cele necanonice sunt excluse de la uniunea mutuală.